# Theridion crucum
Theridion crucum là một loài nhện trong họ Theridiidae.
Loài này thuộc chi Theridion. Theridion crucum được Herbert Walter Levi miêu tả năm 1959.